# For Life
For Life ist eine US-amerikanische Krimi-Fernsehserie von Hank Steinberg, die am 11. Februar 2020 auf ABC Premiere hatte. Die Serie basiert lose auf der wahren Geschichte von Isaac Wright Jr., der wegen eines Verbrechens inhaftiert war, das er nicht begangen hatte. Während seiner Inhaftierung wurde er Anwalt und half anderen Mithäftlingen, ihre Unschuld zu beweisen, bevor er schließlich seine eigene Unschuld bewies. Im Juni 2020 wurde die Serie um eine zweite Staffel verlängert, die am 18. November 2020 startete. Die Serie endete nach zwei Staffeln und 23 Folgen. 

## Handlung
Im Mittelpunkt der Serie steht Nachtclubbesitzer Aaron Wallace, der wegen eines Verbrechens, das er nicht begangen hat, zu lebenslanger Haft verurteilt wurde. Während seiner Inhaftierung wird Wallace Anwalt und arbeitet als Verteidiger für Mithäftlinge, während er nicht aufgibt, seine eigene Strafe anzufechten. Als er schließlich nach neun Jahren auf Bewährung entlassen wird, arbeitet er weiterhin als Anwalt, während er sich gleichzeitig wieder an das Zusammenleben mit seiner Frau und seiner Tochter gewöhnen muss.

## Besetzung und Synchronisation
Die deutschsprachige Synchronisation wird bei der Scalamedia in Berlin nach den Dialogbüchern von Janne von Busse und unter der Dialogregie von Gabrielle Pietermann und Josephine Schmidt erstellt.
| Rollenname      | Schauspieler          | Hauptrolle (Folgen) | Synchronsprecher       |
| --------------- | --------------------- | ------------------- | ---------------------- |
| Aaron Wallace   | Nicholas Pinnock      | 1.01–2.10           | Charles Rettinghaus    |
| Safiya Masry    | Indira Varma          | 1.01–2.10           |                        |
| Marie Wallace   | Joy Bryant            | 1.01–2.10           | Antje von der Ahe      |
| Anya Harrison   | Mary Stuart Masterson | 1.01–2.10           |                        |
| Jamal Bishop    | Dorian Missick        | 1.01–2.10           |                        |
| Jasmine Wallace | Tyla Harris           | 1.01–2.10           | Derya Flechtner        |
| Frank Foster    | Glenn Fleshler        | 1.01–2.10           |                        |
| Glen Maskins    | Boris McGiver         | 1.01–2.10           |                        |
| Henry Roswell   | Timothy Busfield      | 1.01–2.10           | Florian Krüger-Shantin |

## Produktion und Ausstrahlung
Am 11. Oktober 2018 berichtete Deadline.com, dass die damals noch titellose Serie bei ABC in Entwicklung sei. Die Pilotfolge wurde von Hank Steinberg geschrieben, der neben Alison Greenspan, 50 Cent, Doug Robinson, Isaac Wright Jr. und George Tillman Jr. auch als Executive Producer fungieren solle. Die Serie wird von G-Unit Film & Television, Doug Robinson Productions, ABC Studios und Sony Pictures Television produziert. Am 8. Februar 2019 berichtete Deadline.com, dass die Produktion offiziell einen Pilotauftrag erhalten habe. Im Mai 2019 berichtete Deadline.com, ABC habe die Serie mit dem Titel For Life bestellt. Am 21. November 2019 veröffentlichte TV Line einen exklusiven Serien-Trailer und kündigte einen Premiere-Termin am 11. Februar 2020 an. Am 15. Juni 2020 verlängerte ABC die Serie. Die Ausstrahlung der zweiten Staffel begann am 18. November 2020.

## Kritik
Auf der Website des Bewertungsaggregators Rotten Tomatoes hat die Serie eine Zustimmungsrate von 86 % mit 14 Bewertungen und einer durchschnittlichen Bewertung von 7,12 / 10. Der Kritiker-Konsens der Site lautet: „Unter der Leitung von Nicholas Pinnocks kraftvoller Leistung vermeidet For Life prozedurale Fallstricke mit einem robusten, einfühlsamen Drehbuch und einem beeindruckenden Ensemble, um es zum Leben zu erwecken.“ Bei Metacritic liegt der gewichtete Durchschnittswert bei 64 von 100 Punkten, basierend auf 10 Kritikern, was auf „allgemein günstige Bewertungen“ hinweist.